# Lee Dong-ha (actor)
Lee Dong-ha (Hangul: 이동하; Roma, 22 de enero de 1983) es un actor de televisión, teatro y musicales surcoreano.

## Biografía
Estudió cine y televisión en la Universidad de Kyung Hee (Kyung Hee University (KHU)).

## Carrera
Es miembro de la agencia SY Entertainment (SY엔터테인먼트).
En 2014 apareció como invitado en la serie It's Okay, That's Love donde interpretó a Yoon-chul, el cantante de una banda y amigo cercano de Ji Hae-soo (Gong Hyo-jin).
El 18 de mayo de 2015 se unió al elenco principal de la serie Eve's Love donde dio vida a Goo Kang-min, el hermano menor de Goo Kang-mo (Lee Jae-hwang).
En febrero de 2016 apareció por primera vez en la serie Signal donde interpretó a Han Se-kyu, un abogado y el testigo del incidente del puente.
El 13 de noviembre de 2017 se unió al elenco principal de la serie Love Returns (también conocida como I Hate You But I Love You) donde dio vida al abogado Byun Boo-shik, un hombre que tuvo que vivir solo desde la escuela secundaria debido a que su padrastro lo rechazó y su madre apenas lo cuidó, hasta el final de la serie en mayo de 2018.
El 18 de abril de 2020 apareció por primera vez como invitado en la serie The World of the Married donde interpretó a Lee Min-ki, el asistente de Yeo Byung-gyu (Lee Geung-young). Ese mismo año apareció en la serie When I Was Most Beautiful donde dio vida a Ryu Sueng-Min, un abogado y el exnovio de Oh Ye-ji (Im Soo-hyang).
En enero de 2021 se unió al elenco recurrente de la serie She Would Never Know donde interpretó a Kang Woo-hyun, el esposo de Chae Yun-seung (Ha Yoon-kyung) y padre de Kang Ha-eun, hasta el final de la serie el 9 de marzo del mismo año.

## Filmografía

### Series de televisión
| Año         | Título                                                    | Personaje           | Notas         |
| ----------- | --------------------------------------------------------- | ------------------- | ------------- |
| 2011        | Manny                                                     | Lee Seung-gi        |               |
| 2014        | Drama Special Season 5 - "The Reason I'm Getting Married" | -                   | 1 episodio    |
| 2014        | Jang Bo-ri Is Here!                                       | Hyeon-chae          |               |
| 2014        | Secret Love                                               | -                   |               |
| 2014        | It's Okay, That's Love                                    | Yoon-chul           |               |
| 2015        | Eve's Love                                                | Goo Kang-min        | 120 episodios |
| 2015        | My Daughter Geum Sa Wol                                   | Abogado             |               |
| 2016        | One More Happy Ending                                     | Kim Jung-hoon       | 2 episodios   |
| 2016        | Signal                                                    | Han Se-kyu          | 3 episodios   |
| 2017 - 2018 | Love Returns                                              | Byun Boo-shik       | 120 episodios |
| 2018        | Priest                                                    | Psiq. Jung Tae-hyun |               |
| 2020        | The World of the Married                                  | Lee Min-ki          | 2 episodios   |
| 2020        | When I Was Most Beautiful                                 | Ryu Sueng-Min       |               |
| 2021        | She Would Never Know                                      | Kang Woo-hyun       |               |
| 2025        | Sin piedad para nadie                                     | Lee Dong-kyung      |               |

### Películas
| Año  | Título                             | Personaje     | Notas                                                                      |
| ---- | ---------------------------------- | ------------- | -------------------------------------------------------------------------- |
| 2018 | Illang: The Wolf Brigade           | Park Chul-woo |                                                                            |
| 2013 | An Ethics Lesson (Wrath of Ethics) | Fiscal Im     | junto a Lee Je-hoon, Cho Jin-woong, Kim Tae-hoon, Kwak Do-won y Moon So-ri |

### Programas de variedades
| Año  | Título     | Notas                 |
| ---- | ---------- | --------------------- |
| 2016 | Radio Star | (ep. #490) - invitado |

### Teatro
| Año         | Título                                     | Personaje | Teatro          | Notas                                                             |
| ----------- | ------------------------------------------ | --------- | --------------- | ----------------------------------------------------------------- |
| 2020        | Lungs (렁스)                               | -         | -               | junto a Kim Dong-wan, Kwak Sun-young, Sung Doo-seop y Lee Jin-hee |
| 2016        | True West Returns (트루웨스트 리턴즈)      | -         | Yegreen Theater | junto a Bae Seong-woo, Seo Hyun-woo, Lee Hyun-wook y Kim Seon-ho  |
| 2013 - 2014 | Our Bad Magnet (나쁜자석)                  | -         | -               |                                                                   |
| 2013 - 2014 | Almost Maine                               | -         | -               |                                                                   |
| 2013        | Closer (클로저)                            | -         | -               |                                                                   |
| 2013        | True West (트루웨스트)                     | -         | -               |                                                                   |
| 2010 - 2012 | Cats on the Roof (옥탑방 고양이)           | -         | -               |                                                                   |
| 2011        | My Name is Kim Sam Soon (내 이름은 김삼순) | -         | -               |                                                                   |
| 2010        | Music Essay (음악에세이)                   | -         | -               |                                                                   |

### Musicales[8]
| Año        | Título                           | Personaje | Notas                                                        |
| ---------- | -------------------------------- | --------- | ------------------------------------------------------------ |
| 2016       | Gone Tomorrow (곤 투모로우)      | -         |                                                              |
| 2015       | Mama, Don't Cry (마마 돈 크라이) | -         |                                                              |
| 2013       | Thrill Me (쓰릴 미)              | -         |                                                              |
| 2013       | Singles (싱글즈)                 | -         |                                                              |
| 2012       | La Cage (La Cage Aux Folles)     | -         |                                                              |
| 2011       | Falling for Eve (폴링 포 이브)   | Adam      | junto a Bong Tae-gyu, Hong Hee-won, Lee Bo-ram y Lee Jung-mi |
| 2011       | Special Letter (스페셜레터)      | -         |                                                              |
| 2008, 2009 | Grease (그리스)                  | -         |                                                              |